# 日本会議
日本会議（にっぽんかいぎ、英語: Japan Conference）は、日本の保守系政治団体。右派から極右にあたる、日本最大の保守主義・ナショナリスト団体である。1997年5月30日設立。
2016年時点で、会員は約3万8,000名。全47都道府県に本部が、また241の市町村支部がある。会長は谷口智彦。関連団体に「日本会議国会議員懇談会」、「日本会議地方議員連盟」、「皇室の伝統を守る国民の会」、「美しい日本の憲法をつくる国民の会」、「明治の日推進協議会」、「日本女性の会」等がある。

## 沿革
1974年4月2日、臨済宗円覚寺派管長の朝比奈宗源が神道・仏教系の新宗教に呼びかけ、神社本庁や生長の家などが中心となり「日本を守る会」を結成した。事務所は明治神宮会館に設置された。様々な保守的な政治運動を行った。
1978年7月18日、元最高裁判所長官の石田和外らの呼びかけによって財界人・学者中心で、元号法制定を目的に「元号法制化実現国民会議」が結成された。事務局長は椛島有三。
1979年6月12日、元号法が公布施行される。これを受けて（プロボクサー大場政夫の入場テーマスポーツ行進曲作曲し自由国民会議初代代表で新生党横浜市連発足に参加し賛助会員なり更に新進党結党大会に来賓として参加し党友なった）「題名のない音楽会」司会者黛敏郎及び明治神宮権宮司の副島廣之は憲法改正運動に照準を変え、1981年10月27日、元号法制化実現国民会議を改組する形で「日本を守る国民会議」を設立した。
1996年2月26日、法制審議会は、選択的夫婦別氏の実現を含む「民法の一部を改正する法律案要綱」を法務大臣に答申した。危機感を抱いた百地章、高橋史朗らは3月1日に「夫婦別姓に反対し家族の絆を守る国民委員会」を結成。組織的な反対運動を開始し、翌1997年5月には夫婦別姓反対の国会陳情活動を実施した。
1997年3月、「日本を守る会」と「日本を守る国民会議」の両役員会で両団体の発展的統合が決議された。新組織「日本会議」の会長には黛が内定していたが、黛は4月10日に病没した。
同年5月30日、日本会議の設立大会がホテルニューオータニで開催された。設立時の主たる役員は以下のとおり。会長：塚本幸一。副会長：安西愛子、石井公一郎、岡本健治、小田村四郎、小堀桂一郎。代表委員：石原慎太郎、三波春夫、加藤芳郎、春風亭柳昇、外山勝志ほか。理事長：田中安比呂。事務総長：椛島有三。
その発足前日の5月29日、これを全面的に支援し連携する目的で、自民党の平成研会長小渕恵三、清和会会長代行森喜朗、それに新進党両院議員総会会長（7か月後に分党後は改革クラブを結成し砂防会館に本部事務局構え発会式開催、党代表就任）小沢辰男が発起人となって「日本会議国会議員懇談会」が結成された。発足時の参加国会議員数は189人であった。会長には島村宜伸、幹事長には平沼赳夫、事務局長には小山孝雄が就いた。これは保保連合を見据えてのものである。
同年6月、日本会議は時局問題や政策課題を検討する「政策委員会」を組織内に設置。大原康男、伊藤哲夫、百地章、高橋史朗らが同委員に就任し、大原が代表を務めた。日本会議の事務局は椛島が会長として率いる日本青年協議会が実質的に担っている。
1998年6月10日、会長の塚本が在任中に死去。会長職は以後2年間、空席のままだった。
2000年4月4日、日本会議は新しい歴史教科書をつくる会と共同して、「教科書改善連絡協議会」（略称：改善協）を設立。会長には三浦朱門、副会長には亀井正夫、石井公一郎が就任した。改善協は教育委員会や地方議会に圧力をかける運動の主要な担い手となった。同年6月、日本商工会議所会頭の稲葉興作が2代会長に就任した。
2001年12月、元最高裁判所長官の三好達が3代会長に就任。
2015年4月16日、「美しい日本の憲法をつくる国民の会」共同代表の田久保忠衛が4代会長に就任した。三好は名誉会長となる。
2024年1月9日、田久保が会長在任のまま病没。会長は空席となった。
2025年7月10日、谷口智彦が5代会長に就任。7月24日、参院選での自民党の敗北を「リベラル化した自民に保守層がノーを突き付けた結果」と総括した。8月7日には会長名で声明を出し、石破茂首相による戦後80年見解の公表に反対し、全国戦没者追悼式での反省表明にも懸念を示した。同日、自民党保守系議員連盟「日本の尊厳と国益を護る会」代表の青山繁晴参院議員も、同趣旨の要請書を首相に提出した。

## 基本方針
日本会議が目指すものは、以下の6点である。
主な方策は下記のとおり。
- 皇室
  - 男系による皇位の安定的継承を目的とした皇室典範改正
  - 皇室の地方行幸啓の際の奉迎活動

- 憲法
  - 現行憲法にかわる、新憲法の制定[52][53][54][55]

- 教育
  - 学校教科書に於ける「自虐的」「反国家的」な記述（自虐史観）の是正
  - 「親学」に基づく親への再教育、いじめ撲滅等を目的に掲げる「家庭教育基本法」の制定
  - 「特に行きすぎた権利偏重の教育」の是正
  - 「わが国の歴史を悪しざまに断罪する自虐的な歴史教育」の是正
  - 「ジェンダーフリー教育の横行」の是正
  - 学校における国旗掲揚・国歌斉唱運動の推進
  - 教育委員会制度の改革
  - 「公共心」「愛国心」「豊かな情操」教育等を盛り込んだ「新教育基本法」の制定[注 4]
  - 「国旗国歌法」の制定[注 5]
- 国防
  - 海上保安庁法等の改正[注 6]
  - 平時における自衛隊の領域警備に関する役割を定める法律の制定
  - 自衛隊法の改正等による「有事法制」の整備

- 歴史認識
  - 「従軍慰安婦」について強制連行を立証する資料は存在しない。「南京大虐殺」を証明する一次資料は存在しない[56]。

- 靖国神社
  - 内閣総理大臣の靖国神社公式参拝実現
  - 靖国神社に代わる無宗教の「国立追悼施設」建設反対
  - 前会長の田久保忠衛は、靖国参拝について、「中国・韓国等の諸外国の主張の通りA級戦犯を除外すれば、次はB、C、最後には靖国神社自体をなくしてしまえとなるのは目に見えている」とし、「外交の道具に使われているだけ」であるとしている[57]。

- 選択的夫婦別姓制度
  - 選択的夫婦別姓制度の導入について、「家族の一体感が損なわれる」などとして強く反発し[58][59]、政府が法案を国会に提出しようとするたびに大規模な反対運動を行った[60][61]。

- 男女共同参画条例
  - 男女共同参画条例に反対[62]。
  - 「男らしさや女らしさを否定する」男女共同参画条例が制定されることで、「子供や家庭を巡る環境がますます悪化する」と主張する[63]。

- 日本の主権を侵害すると見做した動きへの反対運動
  - 外国人地方参政権反対[59]
  - 「人権機関設置法」反対
  - 「自治基本条例」制定反対

## 活動

### 憲法改正
2001年11月3日、「『21世紀の日本と憲法』有識者懇談会」（民間憲法臨調）が設立された。日本会議広報担当者は同団体について「行事開催の告知や行事の運営などに日本会議が協力している」と説明している。
2005年5月1日発売の『正論』6月号に、副会長（当時）の小田村四郎は「日本を蝕む『憲法三原則』」と題する評論を寄稿。憲法改正の論議において「国民主権」「平和主義」「基本的人権の尊重」の三大原理は考慮する必要がないと断じた。
2014年10月1日、日本会議の主導の下、憲法改正を目指す団体「美しい日本の憲法をつくる国民の会」の設立総会が永田町の憲政記念館で開かれた。共同代表には日本会議会長の三好達、同代表委員の田久保忠衛、民間憲法臨調代表の櫻井よしこが就任した。事務局長には日本会議事務総長の椛島有三が就任した。以後、「美しい日本の憲法をつくる国民の会」は日本会議のフロント組織として、改憲に向けた活動を行っている。
2015年4月頃から、各地の神社において憲法改正を求める署名活動などを行う。
2015年11月10日、美しい日本の憲法をつくる国民の会が開いた集会では、衛藤晟一、下村博文らが出席した他、安倍晋三のビデオメッセージが流された。
2016年3月、日本会議は総会を開催。新憲法で、緊急事態条項の条文化を進める方針を確認し、さらに主要な改正テーマとして、前文、安全保障、家族、改正手続き、地方自治などを記載した。
2017年5月3日、美しい日本の憲法をつくる国民の会と民間憲法臨調の共催による「第19回公開憲法フォーラム」が砂防会館別館で行われた。安倍首相はビデオメッセージを寄せ、自衛隊の憲法上の地位を明確に正当化する第3項を加えたいと語り、2020年の東京オリンピック開催までに改正憲法を施行したいと述べた。
2022年5月3日、美しい日本の憲法をつくる国民の会と民間憲法臨調の共催による「第24回公開憲法フォーラム」が行われた。日本維新の会憲法改正調査会長の足立康史、国民民主党代表の玉木雄一郎らがスピーチをした。
2023年11月27日、美しい日本の憲法をつくる国民の会は国会内で集会を開催。柴山昌彦、杉田水脈ら約20人の与野党議員が集まった。櫻井は「岸田さんは（改憲を）『必ずやる』と繰り返すが、このスケジュール感は何か」と不満を吐露し、岸田文雄首相を「責任を持つ政治家とは思えない」と公然と批判した。
日本会議広島は、毎年8月6日に「ヒロシマの平和を疑う」「『ヒロシマ』の平和は本当か」などのタイトルで毎年講演会を開き、憲法9条などの改正を求める活動を行っている。

### 教育基本法改正
2000年9月、日本会議は「新しい教育基本法を求める会」を設立。教育基本法改正を目指す運動を開始した。会長には西澤潤一が就任した。同団体は、愛国心や道徳教育の重視などを盛り込んだ要望書を森喜朗首相に提出した。
2002年11月18日、日本会議の設立5周年大会が帝国ホテルで開催された際。副会長の石井公一郎は「日本会議は、教育全般の刷新をはかるため、西澤潤一氏を会長とする『教育改革有識者懇談会』（民間教育臨調）を2003年1月26日に新たに組織する」と発表した。
2003年1月26日、石井の発表どおり、「『日本の教育改革』有識者懇談会」（民間教育臨調）が設立される。会長には西澤潤一、副会長には石井公一郎、教育制度部会長には小林正、運営委員長には高橋史朗、研究委員には日本会議広報部長の村主真人が就いた。
2003年3月20日、鳥居泰彦が会長を務める中央教育審議会は「『公共』の精神、道徳心」や「日本の伝統・文化の尊重」「郷土や国を愛する心」などの内容を教育基本法に盛り込むのが適当とする答申を遠山敦子文科相に出した。これを大きなチャンスととらえた日本会議は5月下旬から、キャラバン隊を日本列島の東西に分けて派遣。教育基本法早期改正のため、集会や地方議会での決議、大規模な署名集めなどを行った。日本会議と関係の深い民間教育臨調もこれに協力し、公開フォーラムを全国各地で行った。
2004年2月25日、日本会議と日本会議国会議員懇談会の合同役員総会において、超党派の議員連盟「教育基本法改正促進委員会」が設立された。参加した議員は設立総会で「お国のために命を投げ出しても構わない日本人を生み出す。お国のために命をささげた人があって、今ここに祖国があるということを子どもたちに教える。これに尽きる」と述べた。同年5月、日本会議は自民党の安倍晋三幹事長に教育基本法の早期改正を申し入れた。同年11月29日、日比谷公会堂で「教育基本法改正を求める中央国民大会」を開催。安倍も壇上に上がり、「『国を愛する心を涵養する教育』は自民党として譲れない一線と考えている」と訴えた。
2005年4月29日、日本協議会の結成式典が開催され、日本会議事務総長の椛島有三が会長に就任した。来賓として招かれた日本会議会長（当時）の三好達は祝辞を述べるととともに「『日本の誇り』を持った国民を増やさなければ、我が国の歴史、文化、伝統に基礎をおく憲法改正は到底できない。その意味で、教育基本法改正こそ憲法改正の前哨戦であり、早急にこれを勝ち取らなければなりません」と語った。
2006年4月11日、「教育基本法改正促進委員会」は、改正法案に、「愛国心」または「国を愛する心」と「宗教的情操の涵養」を盛り込み、現行法の「教育は不当な支配に服することなく」を削除するよう求める決議を採択した。4月25日、日本会議は自民党本部で緊急集会を開き、（1）「国を愛する心」の明記、（2）「宗教的情操の涵養」の明記、（3）「不当な支配」の削除の3点の修正を求める旨の決議をし、決議文を自民党に提出した。
同年4月28日、政府は、全文を改正する教育基本法案を閣議決定し、第164回通常国会に提出した。日本会議は同月から、3点修正を政府に対し求める集会を連続して開催した。9月26日、安倍晋三が内閣総理大臣に就任。11月、日本会議は安倍に対し3点修正を要望。12月22日、新しい教育基本法は第1次安倍内閣の下、公布・施行された。

### 自由民主党総裁選挙
2012年9月5日、三宅久之ら保守系の著名人28人は、同年9月の自由民主党総裁選挙に向けて、「安倍晋三総理大臣を求める民間人有志の会」を発足させた。三宅が代表発起人に、金美齢と長谷川三千子が代表幹事に就いた。同日、同団体は安倍晋三の事務所に赴き、出馬要請をした。メンバーは最終的に計37人となった。日本会議および同関連団体の役員・幹部が多く名を連ね、その数は37人中17人に及んだ。メンバーのうち大原康男と百地章は日本会議の政策委員を務めており、長谷川三千子、板垣正、小田村四郎、加瀬英明、小堀桂一郎、竹本忠雄、丹羽春喜は代表委員などを務めていた。中西輝政、岡崎久彦、佐々淳行、津川雅彦、渡部昇一は「『21世紀の日本と憲法』有識者懇談会」（民間憲法臨調）の代表委員などを務め、小林正は「『日本の教育改革』有識者懇談会」（民間教育臨調）の教育制度部会長を務め、平川祐弘、屋山太郎は「皇室の伝統を守る国民の会」の代表発起人を務めていた。
小川榮太郎は発起人メンバーには入らなかったが、グループ結成に参画し、総理に復帰させるための20ページほどの戦略プランを立てた。総裁選は9月26日に実施され、安倍が決選投票で石破茂を破り党総裁に選出された。
当選から4日後の9月30日、安倍は日本会議京都北部支部の集会に講師として出席した。外交問題では尖閣諸島に触れ、「今後、海上保安庁の予算的、また法的な強化が必要だろう」と語った。
2014年10月1日、日本会議の主導の下、「美しい日本の憲法をつくる国民の会」が設立されるが、「安倍晋三総理大臣を求める民間人有志の会」の発起人のうち、佐々淳行、すぎやまこういち、鳥居泰彦、中西輝政、長谷川三千子、百田尚樹、平川祐弘、屋山太郎は「美しい日本の憲法をつくる国民の会」の代表発起人に名を連ね、百地章は同幹事長を務めた。小川榮太郎も代表発起人を務めた。

## 報道・分析による位置づけ

### 日本国内
- 毎日新聞は、日本会議の神社における署名活動に関して、「神社の職務は、参拝者に気持ちよくお参りをしていただく環境を整えること。不快感を抱く人もいる改憲運動を持ち込むのは、神職の職務放棄、神社の私物化」などの、独立神社（神社本庁傘下ではない神社）関係者からの批判を報じている[104]。
- 塚田穂高は、日本会議は愛媛県靖国神社玉串訴訟にみられる厳格な政教分離判断には反対しており、社交儀礼・国民的な習俗の範囲内と判断すべきとする立場であるとしている[22]。また、元会長で裁判官の三好達は、最高裁が政教分離関係訴訟で初めての違憲判決を下した愛媛玉串料訴訟で裁判長をつとめており、違憲判断へ反対を表明した2人の裁判官のうちの1人であることも指摘している[22]。
- 毎日新聞は、「選択的夫婦別姓に反対するなど、復古的な家族観を持つ政治団体」（水無田気流、雨宮処凛との座談会での岡田憲治・専修大学法学部教授の発言）であるとの識者の意見を報じている[105]。
- 朝日新聞は、日本会議は親学推進協会(親学)を男女共同参画の「対案」と位置づけているとする[106]。
- 山口智美は、「日本会議は夫婦別姓や男女共同参画を『性差を否定する』『日本の伝統を破壊する』と激しく非難してきた」とし、家族関係における個人の尊厳と両性の本質的平等を定めた憲法第24条を改正することは、日本会議の「運動の核心部分だ」と述べている[107]。
- 朝日新聞は日本会議について、「右派」「保守系」とされる団体では国内最大級の組織であり、安倍晋三と思想的にも近く、集団的自衛権の行使を認める閣議決定の際にも、支持する見解を出した、としている[108]。2016年3月には、日本会議研究と題して、憲法編3本、6月に家族編3本の特集記事を組み、憲法改正と署名運動、家族条項、親学、夫婦別姓反対などの取り組みを報じている[73][109][110][106][111][112]。同年9月5日には「日本会議って何だ? 関連本ブーム」と題し、菅野完『日本会議の研究』、青木理の『日本会議の正体』が紹介された[113]。同年11月6日、朝日新聞記者の藤生明が、「日本会議研究 その源流　衆参2/3「神業に近い」 出発点は「全学連打倒」」と題した記事を執筆[114]、11月8日から12月12日にかけて「日本会議をたどって」と題した19話の連載記事を発表している。連載は加筆の上で新書にまとめられた[115]。また2016年10月7日、明仁天皇の生前退位の意向に対し、日本会議は統一見解を示せずにいると報じた[116]。
- 西日本新聞は、日本会議を「保守系団体、ナショナリスト団体」と報じた[26][108][117]。
- 東京新聞および神奈川新聞は、日本会議を「日本最大の右派組織」である、と報じた[118][119][120]。また東京新聞は2014年7月31日付記事で、「前身の『日本を守る会』は、旧満州侵略を主導した将校らの思想的バックボーンとなった宗教右派の流れを汲む。同じく『（日本を守る）国民会議』は右翼と結びついた組織だった」とした上で、上杉聡のコメントを報じた[118]。
- 毎日新聞および北海道新聞は、憲法改正の署名活動を主導する「美しい日本の憲法をつくる国民の会」の背後にいる団体と報じた[121][122]。また毎日新聞は、2016年6月5日、日本会議が「ひな型」を作った憲法改正の意見書や請願が5月3日までに33都府県議会で上がり、700万筆の改憲賛同署名を集めたことを報じた[121]。
- 日本経済新聞は、2016年10月9日、日本会議を「草の根の保守」を支える保守系団体とし、戦後70年談話や従軍慰安婦に関する日韓合意は、日本会議に動揺を与えたと報じた[123]。
- 魚住昭は『週刊金曜日』で、「日本会議の実態は小さなグループの寄り集まり」、「日本会議は戦術が巧みで、実態以上に自分たちを大きく見せるやり方がうまい。その結果、彼らがあたかも現在の日本を覆い、政治を動かしているかのような誇大イメージが現在、あちこちに広まっている。」と述べている。前会長の田久保忠衛は魚住の主張を「そのとおり、よくわかっている」と述べている[124]。
- 菅野完は、前会長の田久保忠衛が「安倍政権を動かしているのは日本会議だ」との見方を否定していることについて、『週刊朝日』（2016年7月15日号）で、「日本会議側が改憲の最初の候補に挙げているのが緊急事態条項の追加です。要は「非常時なんだからガタガタ言うな」というのを合法化する。「女、子どもは黙っていろ」という考え方と同じです」とさらに反論している。産経新聞系論壇誌「正論」は、菅野の発言について、緊急事態条項は「非常時に国が憲法外のことをしたり混乱したりしないように、あらかじめ、できることを定めておく規定」であり、菅野のいう「非常時なんだからガタガタ言うな」とか「女、子どもは黙っていろ」などという解釈は誤りであると報じている[125]。
- 塚田穂高は「統一教会の上層部には日本会議の会員も多く、～世日クラブにも日本会議関係者が多数いる」と述べている[126]。
- 朝日新聞社バーティカルメディア記者の小泉耕平は「経団連と同じく安倍首相の精神的な支柱となっているもう一つの人脈」と評している[127]。
- 朝日新聞は、日本会議の事務局の中枢は、生長の家（現・生長の家本流運動）の出身者が担っていると報道している[128]。また、日本会議を支える主な人々として、事務総長の椛島有三のほか、政策委員の伊藤哲夫、高橋史朗、百地章を図解入りで示した[128][注 8]。朝日新聞は、美しい日本の憲法をつくる国民の会、皇室の伝統を守る国民の会、「21世紀の日本と憲法」有識者懇談会（民間憲法臨調）、「日本の教育改革」有識者懇談会（民間教育臨調）、みんなで靖国神社に参拝する国会議員の会を友好団体・提携団体として掲げた[128]。
- 中島岳志は、日本会議の特色として、「役員に多様な宗教団体関係者が名を連ねていること」をあげ、特徴としては、「信仰上の統一性」が存在しない団体が共存していることとしている[117]。
- 塚田穂高は、2016年の時点で、日本会議の顧問5名のうち4名が宗教関係者（うち3人が神道関係者）であり、代表委員41名のうち17名が宗教団体・修養団体関係者、とくに、神社本庁関係者も参画しているということや[13]、神社本庁、解脱会、国柱会、霊友会、崇教真光、モラロジー研究所、倫理研究所、キリストの幕屋、佛所護念会教団、念法眞教、新生佛教教団、三五教（オイスカ）等、宗教団体や宗教系財団法人等が「守る会」以来の繋がりで参加しているとしている[13][22]。また、日本会議の理念と神社本庁ならびに神道政治連盟の理念に、明確な違いがほとんど見られないと述べている[22]。
- 神奈川新聞取材班は、美しい日本の憲法をつくる国民の会は、日本会議第3代会長（名誉会長）の三好達が共同代表を務め、「憲法改正を実現する1000万人ネットワーク」と銘打ち、署名活動を行っている、と述べている[129]。
- 女系天皇や外国人参政権に反対する大規模な集会を開いたことが報道されている[58]。

### 日本国外
国外ジャーナリズムからは、超国家主義団体ないし極右団体との見解もある。
アメリカ合衆国
- アメリカ議会図書館議会調査局は、日本会議が次のような信念を抱く団体だと結論づけた[134]。
  - 日本は、第二次世界大戦中、東アジア諸国を解放したことについて称賛されるべきである。
  - 東京裁判は違法である。
  - 南京事件で発生した強姦は誇張され捏造されたものである。
  - 日本陸軍による中国人・朝鮮人「慰安婦」の強制的売春は存在しない。
  - 日本は再軍備すべきであり、天皇崇拝体制に戻すべきである。
- ニューヨーク・タイムズは、日本会議を「日本最大のナショナリスト団体（Japan’s largest nationalist organization）」と報じた[135]。
- ナショナル・レビュー（英語版）誌は、日本会議を「急進的なナショナリスト団体（radical nationalist organization）」と表現[134]。
- ニュースサイト「デイリー・ビースト」は、「陰で日本を操る宗教カルト集団（The Religeous Cult Secretly Running Japan）」と題した記事を載せている。その多くがカルト集団のメンバーで構成され、自身もメンバーである安倍政権の下で、平和憲法の完全な排除、さらに男女平等・基本的人権を削除して、帝国主義への回帰を実現しようとしていると書かれている[136]。
- クォーツ（Quartz）は、「影響力のある極右のロビー団体（the powerful far-right lobbying group）」と記した[131]。

イギリス
- エコノミスト誌は、日本会議が「『伝統的価値観』への復帰を主張するナショナリスト・シンクタンク」と記している[137][138]。
- ガーディアン紙で、日本会議が「超保守的なロビー団体（ultra-conservative lobby group）」と表現されている[132]。

フランス
- ル・モンド紙は、日本会議を「日本の軍国主義者に対する刑事告発に異議を唱える修正主義組織（organisation révisionniste qui réfute les accusations de crimes formulées contre le Japon militarist）」[139]「超国家主義団体（organisation ultranationaliste）」[130]と表現している。
- ロブス（フランス語版）（旧：Le Nouvel Observateur）誌は、日本会議を「歴史修正主義的な主張をする保守系団体」と紹介している[140][141]。

アジア
- 香港のサウスチャイナ・モーニング・ポスト紙は、日本会議が「極右のカルト（ultra-right cult）」と呼ばれていると報じている[142]。
- 韓国の聯合ニュースや中央日報は、日本会議が「日本の右傾化の流れに相当な影響力を行使している」と報じ、「積極的な対処が必要だ」としている[143][144]。

その他
- オーストラリア放送協会（ABC）は、次のように報道した。

- ドイツの南ドイツ新聞は、日本会議を「右翼民族主義の懐古的組織（rechtsnationalistischen Nostalgie-Organisation）」と表現している[146]。
- ベルギーのデ・モルゲン（オランダ語版）紙は、日本会議を「民族主義的世界観を持つカルト的ロビーグループ（cultachtige lobbygroep met nationalistisch wereldbeeld）」と表現している[147]。

### 報道等に対する日本会議側の反論
前会長の田久保忠衛は『月刊Hanada』2016年8月号で、「右派」「ナショナリスト」などの報道について、「当初、ニューヨーク・タイムズやエコノミスト等をはじめとして、首相の安倍晋三を「ナショナリスト」と繰り返して叩いていたが実態はそうではないことが知れるにつれ、安倍を叩くことが不可能となり、新たな批判対象として『日本会議』が登場した」と反論した。とくに2016年の参院選直前には日本会議を叩く出版が相次いだとし、「安倍政権による参議院3分の2の獲得や憲法改正阻止が最大の狙いであった」と主張した。

#### 東京新聞の報道への抗議
東京新聞の2014年7月31日付記事に対して日本会議広報部は次の問題点を指摘し、東京新聞の記事は一切の取材がなされない中傷にすぎず、名誉毀損も成り立つとして、謝罪を含めた対応を要求した。東京新聞による謝罪等は確認出来ていない。
1. 地方議員の問題発言と当会活動を関連付けている
2. ヘイトスピーチの団体と当会を関連付けている
3. 「宗教右派」「右翼」とのレッテル貼り
4. 「戦争をしたい人」とのコメントを引用しての本会への誹謗

#### 扶桑社発刊書の出版差し止め
菅野完の著書『日本会議の研究』について、日本会議は2016年4月28日、「日本会議について裏付けの取れない証言を並べ、活動を貶める目的で編集されており、団体・個人の名誉を傷つける。」として、事務総長椛島有三の名で出版元の扶桑社に対し、出版停止を要求する申し入れをおこなった。とくに、「日本会議が、宗教的背景を持つ特定の人物」に関連づけられた結論については、「全く事実に反している」と主張している。また、上記申し入れ書とは別に、『日本会議の研究』に記載がある人物の代理人より出版差し止めを請求する法的文書も送付されていることを、BuzzFeed Newsの取材に対し複数の関係者が認めているという。
事務局の調査によると、『日本会議の研究』には、団体・個人について「虚実、装飾、誹謗中傷、事実誤認、印象操作、著作権侵害、肖像権侵害、プライバシー侵害など」が150か所以上存在するとされる。本文中で引用している魚住昭『証言 村上正邦』にも事実ではない記述が書かれているとしている。こうした日本会議側の主張に対し、菅野は「彼（=田久保忠衛）が正面から否定しているのは外電の記事を始め、私の仕事ではないものばかりで、私の著書については否定できていない。」「田久保氏の主張では『日本会議の研究』を日本会議の事務局が調べたら『虚実、装飾、誹謗中傷など150カ所以上』の問題箇所があったとのことですが、それは当然でしょう。当事者が読んで問題箇所がないものなんて書くはずがない。」「結局、私の本が自分たちを貶める目的で書かれたと言いたいだけの、主観的な印象論に過ぎません。」などと反論している。
同書で言及された男性により出版差し止めの仮処分の申請がされ、2017年1月6日、東京地裁（関述之裁判長）は、男性が「真実ではない」とした記述のうち1か所について、「菅野氏の説明以外に客観的な資料がなく、男性に取材していないことを菅野氏が認めたこと」、「真実でないと言わざるを得ない」として、男性に対する名誉権の侵害を認めて出版差し止めの仮処分を決定した。発行元の扶桑社に対しては、当該部分を削除しない限り販売を禁止するとした。扶桑社は遺憾の意を表明したが、同月11日に当該部分2行分を抹消した修正版を「当面の措置」として販売すると発表した。3月31日、仮処分取り消し。

#### イギリス・エコノミストへの反論
「エコノミスト」に2015年6月に掲載された記事について、取材を受けた櫻井よしこの主張が紙面でとりあげられていないことについて、田久保は月刊Hanada』2016年8月号で、「初めから日本会議を叩くのが目的で、櫻井さんから何か裏付け材料になるものを得ようという魂胆だったのだろう」と主張した。また、エコノミストが「憲法九条の第一項の廃止しようとしている」と報道したことについては、改憲論者であるとしても「第九条の二項を変えようという者はいるが、一項を変えようという者はいない」とし、「呆れた報道である」と反論した。

#### 日本会議広島の主張
日本会議広島は、朝日新聞や週刊誌フライデーが批判記事を書いたことで組織の知名度が上昇し、新たな入会者も出ていると主張している。

#### 鳥越俊太郎への抗議と反論
2016年2月29日、鳥越俊太郎は、「放送法遵守を求める視聴者の会」が讀賣新聞と産経新聞に意見広告を出したことをめぐり、「日本会議という右翼的な団体があって、そこからお金が出て、産経と読売に意見広告が出ている、ということがある程度分かってきている」などと記者会見で述べた。翌3月1日、日本会議はこれを事実無根とし、「本会として『視聴者の会』意見広告への資金提供を行うことや、または『視聴者の会』活動に賛同することを機関決定した事実は存在しない」、「これは明らかな虚偽及び事実無根の内容であり、 日本会議が意見広告に資金提供しているとの誤った認識を国民に与えるもので、到底看過しえない」、「もとより、国民には様々な手段や方法を通じて、自らの信条を表明する権利や、思想信条を共有するものとグループを結成する権利が保障されており、意見広告とてその例外ではない」、「よって本会は、鳥越氏の発言に断固抗議し、発言の撤回と謝罪を求める」と撤回と謝罪を要求する抗議声明を発表した。

#### 籠池泰典との関係を指摘する報道への反論
2017年2月9日、朝日新聞は、豊中市の国有地売却について、学校法人森友学園への売却額は同じ規模の近隣国有地の10分の1であったと報道。この記事の中で、森友学園の籠池泰典（本名：籠池康博）理事長が日本会議大阪の役員を務めていることがあわせて報じられた。
2018年3月12日、財務省は、森友学園問題をめぐり「14件の決裁文書を書き換えた」ことを認め、書き換え前と書き換え後の対照表を公表した。書き換え前の決裁文書には「理事長 籠池康博氏」「同氏は、『日本会議大阪代表・運営委員』を始めとする諸団体に関与している」と記載されていたことが明らかとなった。
同年3月13日、日本会議は公式サイト上に日本会議事務総局名で「籠池氏は過去に日本会議の会員であったものの2011年に退会しており、籠池氏が用いていた「日本会議大阪代表・運営委員」との名刺は虚偽の役職を記載したものである」という趣旨の文書を掲載した。

## 統一教会との関係
- 日本会議副会長の小堀桂一郎は、統一教会の関連団体「教科書正常化国民会議」の発起人である[175]。
  - 小堀は、統一教会の関連団体「世界平和教授アカデミー」の機関紙『知識』1984年7月号に寄稿した[176]。
- 日本会議理事長の戸澤眞は、統一教会の関連団体「国際勝共連合」の元顧問だった[177]。
- 日本会議元顧問の宇野精一は、統一教会の関連団体「世界平和教授アカデミー」の常任理事、統一教会の関連団体「国際勝共連合」の代表世話人、全国勝共教授団副会長、統一教会の関連団体「教科書正常化国民会議」のメンバーを務めていた[178][179][180][181]。
  - 東京教育懇話会は1965年、家永教科書裁判が起きると、教科書問題協議会を設立した[182][183]。協議会の発起人は宇野をはじめ18人で、この中には統一教会幹部の松下正敏が含まれていた[182][183]。
  - 1970年9月20日に統一教会の関連団体「国際勝共連合」は東京の日本武道館でWACL(世界反共連盟)世界大会を開催した[184][185][186][187]。WACL日本大会総裁は笹川良一、大会推進委員長は岸信介、推進委員会顧問は宇野精一（日本会議顧問）、石井光太郎、青木一雄、安倍源基、賀屋興宣、川島正次郎、灘尾弘吉、神川彦松、御手洗辰雄、安岡正篤、推進委員には安西愛子、石原慎太郎（日本会議代表委員）などだった[184][185]。推進団体は勝共連合、神社本庁、日本郷友連盟などだった[184][185]。
  - 1979年2月24日、統一教会の関連団体「国際勝共連合」と自民党の国防関係国会議員が中心となり、「スパイ防止法制定促進国民会議」が設立された[188][189][190][191]。呼びかけ人は日本会議顧問の宇野精一、木内信胤（勝共連合代表世話人）、朝比奈宗源、郷司浩平（世界平和教授アカデミー参与）、宝井馬琴、三輪知雄（世界平和教授アカデミー参与）の6人。サンケイ会館で設立発起人総会が開かれ、発起人には日本会議監事の加瀬英明、統一教会の日本の初代会長の久保木修己、統一教会幹部の松下正寿、統一教会の機関紙「世界日報社」社長の石井光治、中外日報社社長の本間昭之助らが名を連ねた[188]。勝共連合は同団体に1億6000万円を寄付した[192]。
  - 1987年12月に国際勝共連合が出版した本「私のみた勝共運動:各界有識者70人の証言」に、日本会議顧問の宇野精一、日本会議元代表委員の堀江正夫、日本会議元顧問の三波春夫らが寄稿した[193]。
- 日本会議元顧問の瀬島龍三は、統一教会の創始者・文鮮明が提唱し創立した統一教会の関連団体「世界言論人会議」が主催し、1984年11月に開催した「第七回世界言論人会議」の世話人だった[180]。
  - 文鮮明は「第七回世界言論人会議」に創設者としてメッセージを送った[180]。「第七回世界言論人会議」の世話人には、統一教会幹部の松下正寿や、統一教会の関連団体「全国勝共教授団」会長の景山哲夫、統一教会の関連団体「日韓トンネル研究会」顧問の福田信之らがいた[180]。「第七回世界言論人会議」の歓迎委員長を務めた郷司浩平は、統一教会の関連団体「世界平和教授アカデミー」参与であり、勝共連合大会実行委員だった[180]。
- 日本会議元監事の加瀬英明は、統一教会の関連団体「世界平和教授アカデミー」の常任理事、統一教会の関連団体「世界戦略総合研究所」の機関誌「和ORLD（ワールド）」の最高顧問を務めていた[194][195][196][197]。
  - 1975年12月15日に世界平和教授アカデミーが主催し、統一教会幹部の松下正寿が基調講演をした「第五回国際学術会議」に、加瀬は論文を提出した[198]。
  - 1977年1月、加瀬は統一教会の関連団体「防衛問題懇談会」が主催するシンポジウム「一九九七年の北東アジアの安全保障を考える――朝鮮半島を中心にして」に参加した[199]。シンポジウムには統一教会幹部の松下正寿らも参加した[199]。
- 日本会議元代表委員の大石泰彦は、統一教会の関連団体「世界平和教授アカデミー」の常任理事を務めていた[195][196][197]。
- 日本会議代表委員の佐藤和男は、「世界平和教授アカデミー」の常任理事、統一教会の関連団体「教科書正常化国民会議」理事を務めていた[200][201][202]。
  - 佐藤は、1974年12月19日に「世界平和教授アカデミーアジア会議実行委員会」が主催し、サンケイ新聞社が後援したイベント「第三回アジア国際会議」に参加した[203]。「第三回アジア国際会議」には、統一教会幹部の松下正寿らが参加した[203]。
  - 佐藤は世界平和教授アカデミーの機関紙『季刊アカデミー』1976年4月号、1977年7月号、1979年1月号に寄稿した[204][205][206]。
  - 佐藤は世界平和教授アカデミーの機関紙『季刊アカデミー』1976年7月号に寄稿した[207]。寄稿した記事の中で、佐藤はゼミナールの学生十数人を引率して訪韓し、朝鮮半島の歴史について李夕湖から学んだことについて記述した[207]。
  - 1977年1月、佐藤は統一教会の関連団体「防衛問題懇談会」が主催するシンポジウム「一九九七年の北東アジアの安全保障を考える――朝鮮半島を中心にして」に参加した[208]。シンポジウムには統一教会幹部の松下正寿や、日韓トンネル研究会顧問の福田信之らも参加した[208]。
  - 1977年7月、佐藤は世界平和教授アカデミーが主催し、統一教会の関連団体「世界日報」やサンケイ新聞社が後援するイベント「第八回世界平和に関する国際会議」に参加した[209][210]。イベントには統一教会幹部の松下正寿や福田信之らが参加した[210]。
  - 1977年10月8～10日に世界平和教授アカデミーが主催したイベント「ナショナル・ゴール研修中間報告会」で、佐藤や松下正寿はあいさつをした。佐藤はこのイベントで実行委員長を務めた[211]。
  - 佐藤は世界平和教授アカデミーの機関紙『季刊アカデミー』1978年4月号に「学生たちの見た現在の韓国」という記事を寄稿した[212]。記事の中で、佐藤が指導する青山学院大学国際法ゼミナールを中心とする学生23名を引率し、9日間の韓国一周研修旅行をしてきたことと、前年度にも同様な旅行を実施したことについて記述した[212]。佐藤はこの旅行中に統一教会の関連団体「日韓トンネル研究会」顧問の尹世元と学生たちを引き合わせていた[212][213]。
  - 佐藤は世界平和教授アカデミーの機関紙『季刊アカデミー』1978年10月号に寄稿し、『季刊アカデミー』の巻末の編集ノートで巻末挨拶をした[214][209]。
  - 佐藤は、1978年11月に統一教会の関連団体「科学の統一に関する国際会議（ICUS）」が主催したイベント「第七回科学の統一に関する国際会議」に参加した[215]。イベントには松下正寿らが参加した[215]。
  - 1980年5月に佐藤が翻訳した著書が統一教会の関連団体「世界日報社」から出版された[216][217]。
  - 1980年12月に世界平和教授アカデミーが主催したイベント「第二回学際研究会議」に佐藤は松下正寿や福田信之らとともに参加した[218]。
  - 1982年10～12月に世界平和教授アカデミーが主催した「ソ連・東欧研究公開講座」で佐藤は講演をした[219]。
  - 佐藤は世界平和教授アカデミーの機関紙『知識』1985年3月号に、那須聖著「『牢獄の救世主』――獄中の文鮮明師を訊ねて」（善本社）の論評を掲載した（文鮮明は統一教会の創始者）[220]。佐藤は論評の中で、『本書の主人公たる文鮮明氏について「彼は、なんといっても救世主である」と断じ（二一五頁）、「自分が神の心情と一体となっているだけでなく、神から与えられた啓示を自ら解釈して統一原理を創り、さらにイエス・キリスト、釈迦などの承認を得た上で、これによって人類を原罪以前の水準に引き上げて、地上に神が願っておられる天国を築く努力を全身全霊でもってなし遂げつつある人を救世主であると呼ぶべきであろう。このような意味の救世主は世界歴史を通してイエス・キリスト、マホメット、釈迦、モーセなど三、四人しかいなかった。しかし文鮮明師は彼らよりももっと徹底した霊能力をもった幅の広い救世主である（二一六頁）と力説している』『読者は、本書によって、現在米国の獄中にある文氏の神わざ的ともいうべき事績とその歴史的意義を、感銘深く知ることができよう』と絶賛した[220]。
- 日本会議代表委員の入江隆則は、1975年12月15日に統一教会の関連団体「世界平和教授アカデミー」が主催し、統一教会幹部の松下正寿が基調講演をした「第五回国際学術会議」に出席し、「現実に闘争をしかけてくる者がいる時、その平和の哲学がどこまで貫けるのか」と問題を提起した[221]。
  - 入江は、1976年9月24～26日に、世界平和教授アカデミーが主催し、統一教会幹部の松下正寿らが参加した「第六回国際学術会議」に参加し、論文を提出した[222]。
  - 入江は、世界平和教授アカデミーの機関紙『知識』1981年10月号に掲載された座談会に登場した[223]。
  - 世界平和教授アカデミーの機関紙『知識』1982年4月号に、入江のインタビュー記事が掲載された[224]。
  - 世界平和教授アカデミーの機関紙『知識』1987年1月号に、入江と西尾幹二との対談が掲載された[225]。
  - 入江は、世界平和教授アカデミーの機関紙『知識』1987年5月号に寄稿した[226]。
- 日本会議元代表委員の石原慎太郎は、1968年7月の第8回参議院議員通常選挙や、1975年4月の東京都知事選挙で、統一教会に協力してもらった[227]。また、石原は1976年、統一教会主催の「希望の日晩餐会」に出席し、あいさつをした[228]。
- 日本会議元代表委員の堀江正夫は、統一教会の関連団体「アジアと日本の平和と安全を守る全国フォーラム」の初代会長だった[229]。
  - 2014年6月15日、堀江の「白寿の祝」のイベントが開催された[230]。そのイベントで堀江は、1977年の第11回参議院議員通常選挙に全国区から自民党公認で立候補した際に、国際勝共連合、神道政治連盟、世界救世教などから支援されたことについて感謝の言葉を述べた[230]。
  - 国際勝共連合の機関紙「思想新聞」2018年４月15日号に、堀江のインタビュー記事が掲載された[231]。同年4月20日、国際勝共連合の公式サイトにも同じインタビュー記事が掲載された[231]。
    - インタビューによると、堀江が勝共連合と関わり出したのは、1973年のことだったという[231]。堀江は久保木修己（統一教会の日本の初代会長）に頼まれ、国際勝共連合の渋谷の事務所で安全保障の問題をレクチャーするようになり、多くの勝共連合の青年達と話をするようになった[231]。その後、1977年に堀江が第11回参議院議員通常選挙に自民党公認で出馬した時に、勝共連合は組織をあげて堀江を支援し、公選車の車の運転とアナウンスはすべて勝共メンバーがやり、メンバーが泊まりこんで電話作戦などをやった[231]。統一教会信者の女性は、堀江の車に選挙の始めから終わりまで乗り込みウグイス嬢で一緒にやり、それ以降何十年も付き合いが続いたという[231][232]。
    - 堀江が議員になった後は、堀江の方では議員の中に同志を作ったり、勝共サイドでも積極的に議員の同志を作ってスパイ防止法の国民運動になっていったという[231]。
- 「世界平和教授アカデミー」は、1976年3月から1979年3月までの3か年をかけ、日本の保守派の学者を動員し、日本の国家目標についての研究、「ナショナル・ゴール（国家目標）研究」（NG研究）というプロジェクトを推進した[233][234][235]。日本会議元代表委員の黒川紀章は、このプロジェクトの委員として関わっていた[233][234][235]。
- 統一教会の2世信者を中心に構成されている「勝共UNITE」と、統一教会の関連団体「国際勝共連合」がオンライン開催した2020年11月3日の大会「改憲実現オンライン集会」に、講師として政治評論家のアンドリー・ナザレンコが招待され講演した[236][237][238]。同集会は、国際勝共連合事務総長の松本康が委員長を務める実行委員会が主催し、国際勝共連合及び勝共UNITEが後援をした[239]。[236][237][238]。
  - オンラインで講演するナザレンコの様子を、統一教会の機関誌「世界日報」の記者が撮影した写真と記事が、世界日報が運営するニュースサイト「View point」に掲載された[240]。
  - 2021年1月8日、ツイッターで、上記のイベントで講演をしたことを批判する第三者のツイートへの返信として、ナザレンコは「知らんがな （笑）俺が信頼し、会員である日本会議の招待で行ったわけだけだから、後援とかどうでもいい（笑）」と述べた[241]。

## 本部の役員・政策委員

### 役員（現職）
公式サイトの「役員名簿」に記載されているものは下記のとおり（2024年1月9日時点）。
会長
- 空席

副会長
- 小堀桂一郎（東京大学名誉教授）
- 田中恆清（神社本庁総長）

顧問
- 久邇朝尊（神宮大宮司）
- 鷹司尚武（神社本庁統理）

代表委員
- 秋本協徳（新生佛教教団最高顧問）
- 入江隆則（明治大学名誉教授）
- 打田文博（神道政治連盟会長）
- 大原康男（國學院大學名誉教授）
- 桶屋良祐（念法眞教燈主）
- 小野貴嗣（東京都神社庁庁長）
- 城内康光（元・警察庁長官、元ギリシャ大使）
- 九条道成（明治神宮宮司）
- 小柳志乃夫（国民文化研究会理事長）
- 齊藤郁雄（神宮少宮司）
- 佐藤和男（青山学院大学名誉教授）
- 澁木正幸（株式会社廣建会長、日本会議経済人同志会会長　監事兼任）
- 志摩淑子（株式会社朝日写真ニュース社会長）
- 住母家岩夫（株式会社電硝エンジニアリング会長）
- 関口慶一（佛所護念会教団第4代会長）
- 千玄室（茶道裏千家第15代家元）
- 高橋伸彰（崇教真光管理局長）
- 竹本忠雄（筑波大学名誉教授）
- 中野悦子（公益財団法人オイスカ理事長）
- 長谷川三千子（埼玉大学名誉教授）
- 廣池幹堂（モラロジー道徳教育財団理事長）
- 古庄幸一（英霊にこたえる会会長、隊友会常務理事、国家基本問題研究所理事　元・海上幕僚長）
- 保積秀胤（大和教団教主）
- 丸山敏秋（倫理研究所理事長）
- 水尾寂芳（延暦寺執行、同・代表役員）
- 火箱芳文（偕行社理事長、元・陸上幕僚長）
- 森勉（日本郷友連盟会長、元・陸上幕僚長）
- 山口建史（元・靖國神社宮司）
- 渡邊毅（日本教師会会長）

監事
- 澁木正幸

理事長
- 栗田勤（明治神宮崇敬会理事長）

事務総長
- 椛島有三（日本協議会会長）

事務局長
- 松村俊明（兼・常任理事。日本協議会編集局長）

### 役員（元職）
元役員は以下のとおり。結成当時、初代会長に黛敏郎が内定していたが、就任直前の1997年4月10日に病没し実現しなかった。新宗教団体のうち、かつては霊友会と黒住教の役員が代表委員に名を連ねていたが、2024年現在、両団体は日本会議との関わりから外れている。
歴代会長
|      | 氏名       | 就任日        | 退任日        | 備考             |
| ---- | ---------- | ------------- | ------------- | ---------------- |
| 初代 | 塚本幸一   | 1997年5月30日 | 1998年6月10日 | 在任中に死去     |
| 2代  | 稲葉興作   | 2000年6月     | 2001年12月    |                  |
| 3代  | 三好達     | 2001年12月    | 2015年        | 退任後は名誉会長 |
| 4代  | 田久保忠衛 | 2015年4月16日 | 2024年1月9日  | 在任中に死去     |
| 5代  | 谷口智彦   | 2025年7月10日 | 現職          | [ 14 ]           |

顧問
宇野精一（世界平和教授アカデミーの常任理事、国際勝共連合代表世話人、全国勝共教授団副会長）、瀬島龍三、久邇邦昭、白井永二、北白川道久、渡邊惠進、服部貞弘
副会長
安西愛子、石井公一郎、岡本健治、小田村四郎、山本卓眞、矢田部正巳
代表委員
石原慎太郎、三波春夫、加藤芳郎、春風亭柳昇、井尻千男、板垣正、伊藤憲一、宇佐美忠信、佐伯彰一、黒川紀章、堀江正夫、大石泰彦、園田天光光、南部利昭、寺島泰三、中條高徳、横倉義武、徳川康久、武覚超、志摩篤、水落敏栄、出雲井晶、小野田寛郎、岡田恵珠、岡田光央、尾辻秀久、唐澤祥人、京極高晴、村松英子、冨澤暉、小堀邦夫、海老原義彦、小串和夫、原中勝征、副島廣之、宮崎義敬、長曽我部延昭、外山勝志、黒住宗晴、関口徳高、前野徹、岡野聖法、中島精太郎、中野良子
監事
加瀬英明
理事長
網谷道弘、田中安比呂、戸澤眞、男成洋三

### 政策委員
日本会議は設立直後の1997年6月、時局問題や政策課題を検討する「政策委員会」を組織内に設置した。政策委員は公式サイトの「役員名簿」には含まれていない。メンバーは下記のとおり。
- 大原康男
- 伊藤哲夫
- 百地章
- 高橋史朗

## 支部の役員
関連組織「美しい日本の憲法をつくる国民の会」の各都道府県の支部の役員も以下のとおり記した。同団体の支部の名称は、北海道の場合は「美しい日本の憲法をつくる道民の会」といい、青森県の場合は「美しい日本の憲法をつくる青森県民の会」という。
| 氏名         | 職歴等                           | 日本会議                                                | 美しい日本の憲法をつくる国民の会 | 【出典】        |
| ------------ | -------------------------------- | ------------------------------------------------------- | -------------------------------- | --------------- |
| 中川義雄     | 元参議院議員                     | 日本会議北海道本部会長                                  | 道民の会世話人                   | [ 250 ] [ 251 ] |
| 藤野義昭     | 弁護士                           | 日本会議北海道本部議長                                  |                                  | [ 250 ]         |
| 高田純       | 物理学者                         | 日本会議北海道本部副理事長                              |                                  | [ 252 ]         |
| 梅沢健三     | 元千歳市長                       | 日本会議北海道本部・千歳支部長                          |                                  | [ 253 ]         |
| 田下昌明     | 医学者                           |                                                         | 道民の会共同代表                 | [ 250 ]         |
| 原子昭三     | 元弘前市議会議員                 | 日本会議青森県本部運営委員長                            |                                  | [ 254 ]         |
| 桑原一夫     | 三八地方森林組合代表理事組合長   |                                                         | 青森県民の会代表                 | [ 255 ] [ 256 ] |
| 小苅米淳一   | 元ジョイス社長                   | 日本会議岩手県本部会長                                  |                                  | [ 257 ]         |
| 石川光次郎   | 宮城県議会議員                   | 日本会議宮城県本部副部長                                | 宮城県民の会事務局長             | [ 258 ]         |
| 佐々木幸士   | 宮城県議会議員                   |                                                         | 宮城県民の会事務局次長           | [ 259 ]         |
| 北林康司     | 元秋田県議会議員                 | 日本会議秋田会長                                        | 秋田県民の会代表                 | [ 260 ]         |
| 横山亮次     | 元日立化成工業社長               | 日本会議茨城会長                                        |                                  | [ 261 ]         |
| 鎌倉三郎     | 元宇都宮市議会議員               | 日本会議栃木県本部会長                                  | 栃木県民の会会長                 | [ 262 ]         |
| 中曽根弘文   | 参議院議員                       |                                                         | 群馬県民の会代表                 | [ 263 ]         |
| 吉田弘       | 元埼玉県議会議員                 | 日本会議埼玉県本部理事長 日本会議埼玉県・さいたま支部長 |                                  | [ 264 ]         |
| 松永光       | 元衆議院議員                     |                                                         | 埼玉県民の会会長                 | [ 265 ]         |
| 江口一雄     | 元衆議院議員                     | 日本会議千葉会長                                        |                                  | [ 266 ]         |
| 吉成儀       | 元京葉銀行頭取                   | 日本会議千葉会長                                        |                                  | [ 267 ] [ 268 ] |
| 臼井日出男   | 元衆議院議員                     |                                                         | 千葉県民の会代表                 | [ 269 ]         |
| 加瀬英明     | 評論家                           | 日本会議東京都本部会長                                  | 東京都民の会共同代表             | [ 270 ] [ 271 ] |
| 松浦芳子     | 元杉並区議会議員                 | 日本会議東京都本部理事                                  |                                  | [ 272 ]         |
| 富岡茂永     | 富岡八幡宮第20代宮司             | 日本会議東京都・江東支部長                              |                                  | [ 注 9 ]        |
| 松本淳一郎   | 清和政策研究会代表者兼会計責任者 | 日本会議東京都・杉並支部長                              |                                  | [ 274 ] [ 275 ] |
| 浦野修       | 日本防災士会理事長               | 日本会議東京都・西多摩支部長                            |                                  | [ 276 ] [ 277 ] |
| 下村博文     | 衆議院議員                       |                                                         | 東京都民の会共同代表             | [ 278 ]         |
| 長谷川三千子 | 評論家                           |                                                         | 東京都民の会共同代表             | [ 278 ]         |
| 斎藤文夫     | 元参議院議員                     | 日本会議神奈川会長                                      |                                  | [ 279 ]         |
| 藤代耕一     | 元横浜市会議員                   | 日本会議神奈川・横浜支部長                              |                                  | [ 279 ]         |
| 星野和彦     | 戸隠神社宮司                     | 日本会議新潟県本部事務局長                              |                                  | [ 280 ]         |
| 米沢寛       | 米沢電気工事会長                 | 日本会議石川県本部会長                                  |                                  | [ 281 ]         |
| 竹内信孝     | 元美川町長                       | 日本会議石川県本部会長                                  |                                  | [ 282 ]         |
| 宮川脩       | 福井県護国神社宮司               | 日本会議福井県本部理事長                                |                                  | [ 283 ]         |
| 横内正明     | 元山梨県知事                     |                                                         | 山梨県民の会会長                 | [ 284 ]         |
| 加藤久雄     | 元長野市長                       | 日本会議NAGANO会長                                      |                                  | [ 285 ]         |
| 若林正俊     | 元参議院議員                     |                                                         | 長野県民の会共同代表             | [ 286 ]         |
| 古屋圭司     | 衆議院議員                       | 日本会議岐阜県本部会長                                  | 岐阜県民の会会長                 | [ 287 ] [ 288 ] |
| 松川秀康     | 清須市議会議員                   | 日本会議愛知県本部事務局次長                            |                                  | [ 289 ]         |
| 叡南覺範     | 元天台宗次席探題                 | 日本会議滋賀会長                                        |                                  | [ 267 ] [ 290 ] |
| 三木敏達     | 元栗東市議会議員                 | 日本会議滋賀事務局長                                    |                                  | [ 267 ]         |
| 田中安比呂   | 賀茂別雷神社宮司                 | 日本会議京都会長                                        |                                  | [ 267 ]         |
| 中西輝政     | 政治学者                         |                                                         | 京都府民の会共同代表             | [ 291 ]         |
| 寺井種伯     | 大阪天満宮宮司                   | 日本会議大阪代表                                        |                                  | [ 292 ]         |
| 山口昌紀     | 元近畿日本鉄道社長               | 日本会議大阪議長                                        |                                  | [ 293 ]         |
| 丹羽春喜     | 経済学者                         | 日本会議大阪議長                                        |                                  | [ 97 ]          |
| 衞藤恭       | 片山神社宮司                     | 日本会議大阪運営委員長                                  |                                  | [ 294 ]         |
| 柳澤忠麿     | 大阪護國神社宮司                 | 日本会議大阪運営委員長                                  |                                  | [ 295 ]         |
| 寳來扶佐子   | 福島天満宮宮司                   | 日本会議大阪・大阪市支部長                              |                                  | [ 296 ]         |
| 南坊城充興   | 大阪護國神社宮司                 | 日本会議大阪・南河内支部長                              |                                  | [ 297 ] [ 298 ] |
| 加藤隆久     | 生田神社宮司                     | 日本会議兵庫会長                                        |                                  | [ 299 ]         |
| 三木英一     | 全国木鶏クラブ代表世話人会会長   | 日本会議兵庫会長                                        | 兵庫県民の会共同代表             | [ 300 ]         |
| 本名孝至     | 伊弉諾神宮宮司                   | 日本会議兵庫運営委員長                                  |                                  | [ 301 ]         |
| 垣田宗彦     | 湊川神社宮司                     | 日本会議兵庫・神戸支部長                                |                                  | [ 302 ]         |
| 藤本百男     | 兵庫県議会議員                   | 日本会議兵庫・北播磨支部長                              |                                  | [ 303 ]         |
| 安曽田豊     | 元橿原市長                       | 日本会議奈良会長                                        |                                  | [ 304 ]         |
| 宮田康弘     | 奈良県護国神社宮司               | 日本会議奈良・奈良北支部長                              |                                  | [ 305 ]         |
| 金子清作     | 與喜天満神社宮司                 | 日本会議奈良・大和支部長                                |                                  | [ 306 ]         |
| 平沼赳夫     | 元衆議院議員                     | 日本会議岡山会長                                        |                                  | [ 307 ]         |
| 塩津学       | 倉敷市議会議員                   | 日本会議岡山・倉敷支部長                                |                                  | [ 308 ]         |
| 松浦雄一郎   | 元広島大学附属病院長             | 日本会議広島会長                                        |                                  | [ 309 ]         |
| 中尾建三     | 全国教育問題協議会理事長         | 日本会議広島理事長                                      |                                  | [ 309 ]         |
| 岸信夫       | 元衆議院議員                     | 日本会議山口会長                                        | 山口県民の会会長                 | [ 310 ] [ 311 ] |
| 藤井律子     | 周南市長                         | 日本会議山口副会長                                      |                                  | [ 312 ]         |
| 美馬秀夫     | 徳島市議会議員                   | 日本会議徳島県本部副会長                                |                                  | [ 注 10 ]       |
| 加戸守行     | 元愛媛県知事                     | 日本会議愛媛県本部相談役                                | 愛媛県民の会実行委員長           | [ 248 ] [ 315 ] |
| 重松惠三     | 元西部方面総監、元東部方面総監   | 日本会議愛媛県本部会長                                  |                                  | [ 316 ]         |
| 久松定成     | 元靖国神社崇敬奉賛会会長         | 日本会議愛媛県本部会長                                  |                                  | [ 316 ]         |
| 中山紘治郎   | 元愛媛銀行頭取                   | 日本会議愛媛県本部会長                                  |                                  | [ 317 ] [ 318 ] |
| 竹田祥一     | 元愛媛県議会議員                 | 日本会議愛媛県本部会長                                  |                                  | [ 317 ]         |
| 松尾新吾     | 元九州電力会長                   | 日本会議福岡会長                                        | 福岡県民の会代表                 | [ 319 ] [ 320 ] |
| 田中健藏     | 病理学者                         | 日本会議福岡会長                                        |                                  | [ 321 ]         |
| 西高辻信良   | 太宰府天満宮宮司                 | 日本会議福岡副会長                                      |                                  | [ 319 ]         |
| 高宮俊諦     | タカミヤ代表取締役会長           | 日本会議福岡副会長                                      |                                  | [ 319 ]         |
| 中村量一     | 元学校法人中村学園理事長         | 日本会議福岡副会長                                      |                                  | [ 319 ]         |
| 本村康人     | 久留米商工会議所会頭             | 日本会議福岡副会長                                      |                                  | [ 319 ]         |
| 石原進       | 元NHK経営委員長                  | 日本会議福岡名誉顧問                                    |                                  | [ 322 ]         |
| 谷川浩道     | 元西日本シティ銀行頭取           | 日本会議福岡名誉顧問                                    |                                  | [ 319 ]         |
| 長谷川裕一   | 元はせがわ社長                   | 日本会議福岡顧問                                        |                                  | [ 319 ]         |
| 加地邦雄     | 福岡県議会議員                   |                                                         | 福岡県民の会副代表               | [ 320 ]         |
| 石井順二郎   | 元多久市議会議員                 | 日本会議佐賀会長                                        | 佐賀県民の会共同代表             | [ 323 ] [ 324 ] |
| 松田皜一     | 元長崎国際テレビ会長             | 日本会議長崎会長                                        |                                  | [ 267 ] [ 325 ] |
| 上田惠三     | 元長崎自動車社長                 | 日本会議長崎会長                                        |                                  | [ 326 ]         |
| 三好德明     | 元長崎県議会議員                 |                                                         | 長崎県民の会共同代表             | [ 327 ]         |
| 多久善郎     | 日本協議会理事長                 | 日本会議熊本理事長                                      |                                  | [ 328 ]         |
| 吉田好克     | 宮崎大学准教授                   | 日本会議宮崎顧問                                        |                                  | [ 329 ]         |
| 中野一則     | 宮崎県議会議員                   | 日本会議宮崎・えびの支部長                              |                                  | [ 330 ]         |
| 川上親昌     | 鹿児島神宮宮司                   | 日本会議鹿児島会長                                      |                                  | [ 331 ]         |
| 村島定行     | 計算機科学者                     | 日本会議鹿児島会長                                      |                                  | [ 332 ]         |
| 籠池泰典     | 元学校法人森友学園理事長         | 日本会議大阪代表・運営委員                              |                                  | [ 注 11 ]       |

## 関連組織
組織は都道府県を9区域にまとめ、県毎に県本部を置き、さらにその下に支部が置かれている。各都道府県本部には、専従で勤務する活動家が配置されている。月刊機関誌「日本の息吹」を「国民会議」から引継いで発行している。会員種類は、支援会員（月刊誌購読のみ）、正会員（年会費1万円）、維持会員（年会費3万円）、篤志会員（年会費10万円）、議員会員（年会費1万円）、女性会員（年会費5000円）などからなる。
関連団体・友好団体として指摘されているものは下記のとおり。
| 名称                                               | 設立日                      |
| -------------------------------------------------- | --------------------------- |
| 日本会議国会議員懇談会                             | 1997年5月29日               |
| 日本会議地方議員連盟                               | 2007年10月6日               |
| 「21世紀の日本と憲法」有識者懇談会（民間憲法臨調） | 2001年11月3日               |
| 「日本の教育改革」有識者懇談会（民間教育臨調）     | 2003年1月26日               |
| 皇室の伝統を守る国民の会                           | 2006年3月30日 2012年5月30日 |
| 美しい日本の憲法をつくる国民の会                   | 2014年10月1日               |
| 明治の日推進協議会                                 | 2011年10月1日               |
| 日本女性の会                                       | 2001年9月                   |
| 日本会議経済人同志会                               | 2004年4月                   |

### 役員の兼職一覧
日本会議と関連団体の関係者の多くは役員などを兼職している。
| 氏名         | 日本会議         | 民間憲法臨調 | 皇室の伝統を守る国民の会 | 美しい日本の憲法をつくる国民の会 | 明治の日推進協議会 |
| ------------ | ---------------- | ------------ | ------------------------ | -------------------------------- | ------------------ |
| 三好達       | 日本会議会長     |              | 会長                     | 共同代表                         |                    |
| 田久保忠衛   | 日本会議会長     | 代表委員     | 代表発起人               | 共同代表                         | 会長               |
| 櫻井よしこ   |                  | 代表         | 代表発起人               | 共同代表                         | 参与               |
| 椛島有三     | 日本会議事務総長 | 運営委員     |                          | 事務局長                         |                    |
| 百地章       | 日本会議政策委員 | 事務局長     |                          | 幹事長                           | 代表委員           |
| 打田文博     | 日本会議代表委員 |              | 事務総長                 | 事務総長                         |                    |
| 田中恆清     | 日本会議副会長   |              | 代表発起人               | 代表発起人                       |                    |
| 千玄室       | 日本会議代表委員 | 代表委員     |                          | 代表発起人                       |                    |
| 長谷川三千子 | 日本会議代表委員 | 代表委員     | 代表発起人               | 代表発起人                       |                    |
| 村松英子     | 日本会議代表委員 |              |                          | 代表発起人                       |                    |
| 小田村四郎   | 日本会議副会長   |              |                          |                                  | 副会長             |
| 小堀桂一郎   | 日本会議副会長   | 代表委員     | 代表発起人               |                                  | 代表委員           |
| 石井公一郎   | 日本会議副会長   | 代表委員     |                          |                                  |                    |
| 中條高徳     | 日本会議代表委員 | 代表委員     |                          |                                  |                    |
| 板垣正       | 日本会議代表委員 |              |                          |                                  | 参与               |
| 入江隆則     | 日本会議代表委員 |              |                          |                                  | 代表委員           |
| 竹本忠雄     | 日本会議代表委員 |              |                          |                                  | 代表委員           |
| 井尻千男     | 日本会議代表委員 |              |                          |                                  | 代表委員           |
| 小野田寛郎   | 日本会議代表委員 |              |                          |                                  | 代表委員           |
| 黒住宗晴     | 日本会議代表委員 |              |                          |                                  | 代表委員           |
| 大原康男     | 日本会議政策委員 | 代表委員     | 代表発起人               |                                  | 参与               |
| 伊藤哲夫     | 日本会議政策委員 | 運営委員     |                          |                                  | 参与               |
| 加瀬英明     | 日本会議監事     |              |                          |                                  | 代表委員           |
| 中西輝政     |                  | 副代表       | 代表発起人               | 代表発起人                       |                    |
| 西修         |                  | 副代表       |                          | 代表発起人                       |                    |
| 長尾一紘     |                  | 代表委員     |                          | 代表発起人                       |                    |
| 佐々淳行     |                  | 代表委員     |                          | 代表発起人                       |                    |
| 市田ひろみ   |                  | 代表委員     |                          | 代表発起人                       | 代表委員           |
| 高池勝彦     |                  | 代表委員     |                          |                                  | 運営委員長         |
| 木村治美     |                  | 代表委員     | 代表発起人               | 代表発起人                       |                    |
| 平川祐弘     |                  |              | 代表発起人               | 代表発起人                       | 代表委員           |
| 屋山太郎     |                  |              | 代表発起人               | 代表発起人                       |                    |
| 桂由美       |                  |              | 代表発起人               | 代表発起人                       |                    |

### 日本会議地方議員連盟
2007年10月6日、超党派の地方議員によって「日本会議地方議員連盟」は設立された。30を超える県本部があり、約1700人が加盟している（2007年に発足）。主な設立代表発起人に以下の人物がいる。
- 國場幸之助（衆議院議員、2012年12月～）
- 中西哲（参議院議員、2016年7月～）
- 野田義和（東大阪市長、2007年10月～）
- 上島一彦（箕面市長、2020年8月～）
- 土井一憲（元四條畷市長、2013年1月～2017年1月）
- 松浦芳子（元杉並区議会議員、日本文化チャンネル桜創設発起人）
- 村上寅美（元熊本県議会議員、ヨーマン創業者）

東京新聞は、「2012年に日本会議地方議員連盟所属の議員が全体定員の40%を越える県議会が国に15に及ぶ。朝鮮人強制徴用犠牲者追悼碑撤去請願を採択した群馬県議会もそのうちのひとつ」と報じた。俵義文（「子どもと教科書全国ネット21」事務局長）は、日本会議地方議員連盟などの地域活動は、2004年に発足し2006年には地方組織が5000を超えた九条の会への対抗の意味がある、としている。

### 「21世紀の日本と憲法」有識者懇談会
2001年11月3日、三浦朱門を代表世話人として「『21世紀の日本と憲法』有識者懇談会」（民間憲法臨調）の設立総会が明治記念館で開かれた。同団体について、日本会議広報担当者は「行事開催の告知や行事の運営などに日本会議が協力している」と説明している。日本会議の関係者が多く役員に名を連ねている。主たる人物は以下のとおり。代表：櫻井よしこ。副代表：中西輝政。副代表兼運営委員長：西修。事務局長：百地章。運営委員：伊藤哲夫、椛島有三。代表委員：石井公一郎、市田ひろみ、大原康男、小田村四郎、木村治美、小堀桂一郎、佐々淳行、千玄室、高池勝彦、田久保忠衛、長尾一紘、中條高徳、長谷川三千子。

### 「日本の教育改革」有識者懇談会
2002年11月18日、日本会議の設立5周年大会が帝国ホテルで開催された。副会長の石井公一郎は「アメリカ占領軍の指導に忠実な文部省によって学校用教材から文語文が追放された」「ほとんどの社会科の教科書が左翼史観信奉者によって書かれているので、歴史好きの児童が育たない仕組みになっている」と述べたあと、「日本会議は、右にあげた問題を含む教育全般の刷新をはかるため、西澤潤一氏を会長とする『教育改革有識者懇談会』（民間教育臨調）を2003年1月26日に新たに組織する」と発表した。
2003年1月26日、石井の発表どおり、教育基本法改正を目指する団体「『日本の教育改革』有識者懇談会」（民間教育臨調）が設立される。会長には西澤潤一、副会長には石井公一郎、教育制度部会長には小林正、運営委員長には高橋史朗が就いた。西澤は本業のかたわら『新教育基本法6つの提言』（小学館文庫、2001年8月）を編纂していた。そして日本会議広報部長の村主真人が研究委員を務めた。設立から約2か月後の3月20日、鳥居泰彦が会長を務める中央教育審議会は「『公共』の精神、道徳心」や「日本の伝統・文化の尊重」「郷土や国を愛する心」などの内容を教育基本法に盛り込むのが適当とする答申を遠山敦子文科相に出した。これを大きなチャンスととらえた日本会議は5月下旬から、キャラバン隊を日本列島の東西に分けて派遣。教育基本法早期改正のため、集会や地方議会での決議、大規模な署名集めなどを行った。民間教育臨調も公開フォーラムを全国各地で行った。
2006年12月22日に新しい教育基本法が公布・施行されると、日本会議は2007年1月に公式サイトで特集ページを組み、民間教育臨調の活動もあわせて紹介。「国政を動かしたのは、まさしく中央、地方、国会議員、識者、そして国民の皆さんの長年に亙るご努力の賜物といえます。本当にありがとうございました」と綴った。

### 美しい日本の憲法をつくる国民の会
2014年10月1日、日本会議の主導の下、憲法改正を目指す団体「美しい日本の憲法をつくる国民の会」の設立総会が永田町の憲政記念館で開かれ、三好達、田久保忠衛、櫻井よしこの3人が共同代表に就任した。同団体について、日本会議広報担当者は「日本会議が事務局の一端を担っている」と説明している。日本会議の多くの関係者が役員を兼職しており、椛島有三が事務局長を、百地章が幹事長を務めている。また、小川榮太郎、葛西敬之、中西輝政、百田尚樹、青山繁晴など、安倍晋三の熱烈な支援者が「美しい日本の憲法をつくる国民の会」の代表発起人に名を連ねた。
事務所は「日本会議国会議員懇談会」の事務所と同じ住所（東京都千代田区平河町1丁目2-2 朝日ビル4階）に置かれている。

### 明治の日推進協議会
2011年10月1日、「明治の日推進協議会」が結成され、初代会長には元民社党衆議院議員の塚本三郎が就任した。同団体は、11月3日の祝日の趣旨を明治天皇の誕生日を寿ぐ戦前の明治節に戻し、「文化の日」から「明治の日」への改称を目指すとする。
2015年11月11日、明治の日推進協議会が主催する「『明治の日』を実現する集い」が憲政記念館で開かれた。日本会議会長の田久保忠衛が基調講演し、「政治が機能しなくなったとき、わが国には天皇を中心に結束する国柄がある。いまこそ、明治の精神に立ち返って日本を考えるべきときだ」と訴えた。集会終了後、大原康男は取材に応じ「明治天皇は近代国家日本をつくった一番の偉人。根拠があいまいな文化の日ではなく、本来の姿に戻したい」と述べた。
2018年5月11日、自民党国会議員は「明治の日を実現するための議員連盟」を発足させた。日本会議国会議員懇談会会長の古屋圭司が会長に就任した。神道政治連盟国会議員懇談会事務局長の稲田朋美が幹事長に就任し、参議院議員の山田宏が事務局長に就任した。
2020年5月20日、会長の塚本が死去。後任には田久保忠衛が就いた。前述の一覧表で示したとおり、日本会議との結びつきが強い。日本会議広報担当者は「行事開催の告知に日本会議が協力している」と説明している。事務局は新しい歴史教科書をつくる会会長の高池勝彦の事務所に置かれている。
2021年6月3日、明治の日推進協議会は「明治の日制定を求める緊急集会」を参議院議員会館で開催。田久保は各政党の代表に要望書を渡した。要望書を受け取ったのは自民党が古屋圭司、立憲民主党が重徳和彦、日本維新の会が柳ヶ瀬裕文、国民民主党が川合孝典であった。
2022年4月7日、「明治の日を実現するための議員連盟」は超党派議連に切り替え、名前はそのままで新たな議員連盟の設立総会を衆議院議員会館で開いた。自民党、立憲民主党、日本維新の会、国民民主党4党などの議員計92人が入会した。古屋がひきつづいて会長に就任した。
市区町村長による組織「明治の日をつくる首長会」も設立された。会長は和泉市長の辻宏康。会長代行には、日本会議地方議員連盟設立代表発起人に名を連ねた東大阪市長の野田義和が就任した。
2024年1月9日に田久保が死去したため、現在会長は空席である。

### 日本女性の会
2001年9月、日本会議の女性組織として「日本女性の会」が設立された。選択的夫婦別姓や男女共同参画への反対運動を特に積極的に行っているとされる。

### 国外組織
2000年11月に国外における初の支部として「ブラジル日本会議」を設立した。
ブラジル日本会議理事長の小森広は、日本の農業について、TPPにより「日本の農業は面積が小さく人件費が高いために、海外の安い農産物が入ってくれば壊滅する」という風評は単なる先入観であるとし、「日本の農業は決してひ弱なものではない」と主張している。ただし、抜本的な農業改革は必要であるとして、「土地制度の見直し、農業人口の定年制導入、農用の土地の税制の見直し、農家の担い手の若返り策、農業の多角化と周年栽培の組み合わせ」を提言している。